# SeatGeek Stadium
Il SeatGeek Stadium, noto come Toyota Park fino al 2018, è un impianto sportivo polivalente situato nella città statunitense di Bridgeview (Illinois), utilizzato prevalentemente per il calcio e il lacrosse. Ha una capienza di 20.000 spettatori per le partite e di 28.000 spettatori per i concerti.
A partire dal 2016, lo stadio ospita le partite della squadra di calcio femminile del Chicago Red Star, militante nella National Women's Soccer League (NWSL), mentre tra il 2006 e il 2019 è stato utilizzato dal Chicago Fire, franchigia della Major League Soccer (MLS).
Nel 2023 ha ospitato la finale del campionato americano di rugby MLR tra N.E. Free Jacks e San Diego Legion